# Horní Lhota (kraj morawsko-śląski)
Horní Lhota – wieś gminna i gmina w powiecie Ostrawa-miasto, w kraju morawsko-śląskim, w Czechach. Liczba mieszkańców wynosi 735, a powierzchnia 4,84 km². 
Miejscowość położona jest na Śląsku Opawskim, od strony wschodniej sąsiaduje z innymi gminami powiatu Ostrawa-miasto jak: Velká Polom, Dolní Lhota, Čavisov, a na zachodzie z należącymi do powiatu Opawa: Hrabyně, Budišovice i Kyjovice.
Do 31 grudnia 2006 roku miejscowość wchodziła w skład powiatu Opawa, 1 stycznia 2007 została objęta rozszerzonym powiatem Ostrawa-miasto.
Pierwsza wzmianka pochodzi z 1446. W 1869 wieś liczyła 275 mieszkańców, w 1921 413, a w 1970 546.